# Sárpilis
Sárpilis je vas na Madžarskem, ki upravno spada pod podregijo Szekszárdi Županije Tolna.